# Juan Ramón Bolart
Juan Ramón Bolart (11 de marzo de 1963) es un expiloto de motociclismo español, que compitió en el Campeonato del Mundo de Motociclismo desde 1985 hasta 1989.

## Biografía
Especialistas en pequeñas cilindradas, comenzará su carrera en el Campeonato del Mundo de Motociclismoen 1985 a bordo de una Autisa de 80 cc con un 6.º lugar en Italia, un octavo puesto 8.º en Holanda y décimo en San Marino para terninar en decimotercer puesto de la general. Todavía con Autisa en 1986, cierra la temporada en el decimocuarto lugar de la general con un sexto puesto lugar en España y un décimo puesto en Austria. En 1987 cambia de constructor y ficha por Krauser y consigue entrar cuatro veces en zona de puntos. En 1988, da el salto a 125 cc con una JJ Cobas, aunque no llegaría a puntuar en el Mundial. Al año siguiente, disputaría su última carrera después de no clasificarse en el primer Gran Premio de la temporadaː el GP de Japón.
Una vez retirado se dedicó a su negocio de reparación de automóviles en Martorell.

## Resultados en el Campeonato del Mundo
Sistema de puntuación desde 1969 hasta 1987:
| Posición | 1.º | 2.º | 3.º | 4.º | 5.º | 6.º | 7.º | 8.º | 9.º | 10.º |
| Puntos   | 15  | 12  | 10  | 8   | 6   | 5   | 4   | 3   | 2   | 1    |

Sistema de puntuación desde 1988 hasta 1991:
| Posición | 1.º | 2.º | 3.º | 4.º | 5.º | 6.º | 7.º | 8.º | 9.º | 10.º | 11.º | 12.º | 13.º | 14.º | 15.º |
| Puntos   | 20  | 17  | 15  | 13  | 11  | 10  | 9   | 8   | 7   | 6    | 5    | 4    | 3    | 2    | 1    |

### Carreras por año
| Año  | Cat.  | Equipo   | 1       | 2       | 3       | 4       | 5       | 6       | 7       | 8      | 9       | 10      | 11      | 12      | 13      | 14     | Pts. | Pos. |
| ---- | ----- | -------- | ------- | ------- | ------- | ------- | ------- | ------- | ------- | ------ | ------- | ------- | ------- | ------- | ------- | ------ | ---- | ---- |
| 1985 | 80cc  | Autisa   |         | ESP DNS | GER Ret | NAT 6   |         | YUG Ret | NED 8   |        | FRA Ret |         |         | RSM 10  |         |        | 9    | 13.º |
| 1986 | 80cc  | Autisa   | ESP 6   | NAT Ret | GER Ret | AUT 10  | YUG Ret | NED Ret |         |        | GBR Ret |         | RSM -   | BDW -   |         |        | 6    | 14.º |
| 1987 | 80cc  | Krauser  |         | ESP 11  | GER 16  | NAT Ret | AUT 10  | YUG 9   | NED Ret |        | GBR Ret |         | CZE 8   | RSM Ret | POR 7   |        | 10   | 15.º |
| 1988 | 125cc | JJ Cobas |         |         | ESP 16  |         | NAT DNQ | GER DNQ | AUT Ret | NED 19 | BEL Ret | YUG Ret | FRA DNQ | GBR 17  | SWE Ret | CZE 26 | 0    | -    |
| 1989 | 125cc | Honda    | JPN DNQ | AUS DNS |         | ESP -   | NAT -   | GER -   | AUT -   |        | NED -   | BEL -   | FRA -   | GBR -   | SWE -   | CZE -  | 0    | -    |

| Color     | Resultado                                                               |
| --------- | ----------------------------------------------------------------------- |
| Oro       | Ganador                                                                 |
| Plata     | 2.ª plaza                                                               |
| Bronce    | 3.ª plaza                                                               |
| Verde     | Finalizó en los puntos                                                  |
| Azul      | Finalizó sin puntos                                                     |
| Azul      | NC - No clasificado                                                     |
| Violeta   | Ret - No terminó (Carrera)                                              |
| Rojo      | DNQ - No se clasificó                                                   |
| Negro     | DSQ - Descalificado                                                     |
| Blanco    | DNS - No empezó (carrera)                                               |
| Blanco    | WD - Retirado (fin de semana)                                           |
| Blanco    | C - Carrera cancelada                                                   |
| Sin color | DNP - Inscrito pero no participó                                        |
| Sin color | INJ - Lesionado                                                         |
| Sin color | EX - Excluido                                                           |
| Estado    | Resultado                                                               |
| Negrita   | Pole position                                                           |
| Cursiva   | Vuelta rápida                                                           |
| †         | Abandona, pero clasifica al completar el porcentaje requerido para ello |